# یواس‌اس ابیلیتی (ام‌اس‌او-۵۱۹)
یواس‌اس ابیلیتی (ام‌اس‌او-۵۱۹) (به انگلیسی: USS Ability (MSO-519)) یک کشتی بود که طول آن ۱۹۰ فوت (۵۸ متر) بود. این کشتی در سال ۱۹۵۶ ساخته شد.